# Velletri
Velletri är en ort och kommun i storstadsregionen Rom, innan 2015 provinsen Rom, i regionen Lazio i Italien. Kommunen hade 53 250 invånare (2018) och gränsar till kommunerna Aprilia, Artena, Cisterna di Latina, Genzano di Roma, Lanuvio, Lariano, Nemi och Rocca di Papa.
En av stadens sevärdheter är katedralen San Clemente, som härstammar från 1200-talet.
Velletri är en av de sexton städerna i området Castelli Romani.